# I Just Wanna Love U (Give It 2 Me)
I Just Wanna Love U (Give It 2 Me) è il primo singolo estratto da The Dynasty: Roc La Familia, quinto album del rapper statunitense Jay-Z. Pubblicato il 17 ottobre 2000 da Def Jam e Roc-A-Fella, è prodotto da The Neptunes e presenta il ritornello cantato da Pharrell Williams, Omilio Sparks e Shay Haley, che non sono accreditati.
Il singolo diviene un grande successo commerciale, raggiungendo il primo posto tra le canzoni R&B/Hip Hop: è il primo singolo di Jay-Z a raggiungere il vertice di questa classifica. La RIAA lo certifica singolo d'oro il 9 dicembre 2016.

## Tracce

### CD
1. I Just Wanna Love U (Radio Edit) - 3:50
2. Parking Lot Pimpin' - 4:15
3. Hey Papi (Clean) - 4:27

### Vinile
Lato A
1. I Just Wanna Love U (Give It 2 Me) (Radio Edit)
2. I Just Wanna Love U (Give It 2 Me) (LP Version)
3. I Just Wanna Love U (Give It 2 Me) (Instrumental)

Lato B
1. Parking Lot Pimpin' (Radio Edit)
2. Parking Lot Pimpin' (LP Version)
3. Parking Lot Pimpin' (Instrumental)

## Classifiche

### Classifiche settimanali
| Classifica (2000)        | Posizione massima |
| ------------------------ | ----------------- |
| Francia                  | 76                |
| Germania                 | 75                |
| Paesi Bassi              | 61                |
| Norvegia                 | 15                |
| Nuova Zelanda            | 31                |
| Regno Unito              | 17                |
| Stati Uniti              | 11                |
| US Hot R&B/Hip-Hop Songs | 1                 |
| US Hot Rap Songs         | 4                 |
| US Radio Songs           | 7                 |
| US R&B/Hip-Hop Airplay   | 2                 |
| US Rhythmic Songs        | 5                 |